# Colonisation de Cérès

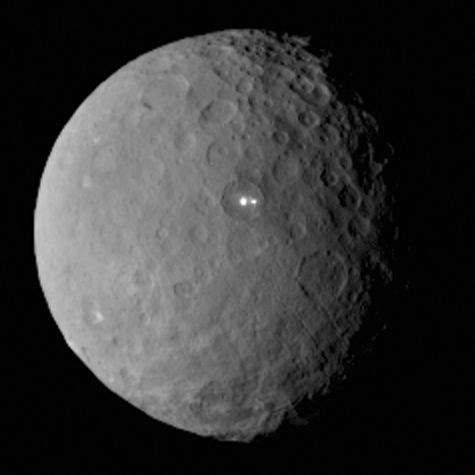
Cérès vue par Dawn le 19 février 2015, montrant des taches claires de dépôts de sel, au fond d'un cratère

Cérès a été désigné comme, une cible possible de la colonisation du système solaire interne par l'humanité.

## Intérêt
Cérès est une planète naine située dans la ceinture d'astéroïdes et comprenant près d'un tiers de la masse de cette ceinture. Cérès possède à sa surface une accélération gravitationnelle d'environ 2,8 % de celle de la Terre. Des observations montrent qu'il y a de la glace d'eau sur la planète naine,, représentant environ 10 % de la quantité d'eau totale des océans de la Terre. L'énergie solaire de 150 W/m2 (à son périhélie), soit neuf fois plus faible que sur Terre, est toutefois suffisamment importante pour permettre son utilisation.
Par ailleurs, des molécules organiques ont été détectées par la sonde Dawn.

## Localisation stratégique
Cérès pourrait devenir la base principale et le moyen de transport pour les infrastructures d'exploitation minière des astéroïdes, permettant le transport des ressources sur Mars, la Lune et la Terre. 
Sa colonisation serait aussi une étape pour la colonisation du système solaire externe, tel que les lunes de Jupiter. Sa faible vitesse de libération combinée à la grande quantité de glace d'eau laisse espérer qu'elle puisse servir de ravitaillement en eau, carburants et oxygène pour les vaisseaux allant à travers ou au-delà de la ceinture d'astéroïdes.
L'établissement d'une colonie permanente sur Cérès devra être précédée de la colonisation de la Lune ou de celle de Mars. À cause de son demi-grand axe, Cérès a des fenêtres de lancement plus fréquentes depuis, ou vers Mars et le temps de voyage est plus court que depuis la Terre. Il est plus facile et économique de transporter des ressources de la Lune ou de Mars vers Cérès que depuis la Terre. En fait, les déplacements de la Lune ou de Mars vers Cérès seraient même plus faciles et plus économiques qu'un déplacement de la Terre à la Lune.

## Difficultés potentielles

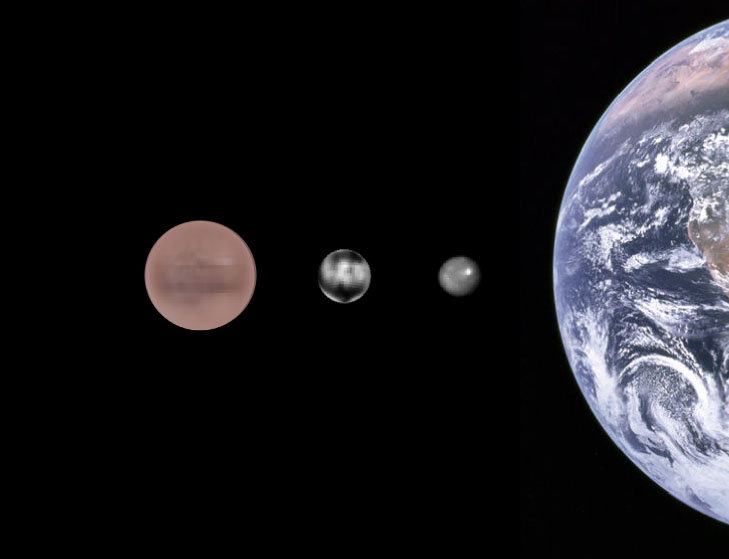
Image montrant Cérès (troisième à droite) en comparaison de Pluton, Charon et la Terre.

- Cérès n'a pas de champ magnétique.
- Cérès n'a qu'une atmosphère très ténue.
- Cérès a une gravité très faible à sa surface.
- Cérès reçoit relativement peu de radiations solaires, ce qui limite les sources en énergie.
- Cérès a une température assez froide, avec une moyenne de 167 kelvins (-106 degrés Celsius) et des maxima de 239 K (−34 °C), ce qui impose des systèmes de chauffage et d'isolation thermique.

## Sources
- (en) Cet article est partiellement ou en totalité issu de l’article de Wikipédia en anglais intitulé « Colonization of Ceres » (voir la liste des auteurs).